# Versija polkovnika Zorina
Versija polkovnika Zorina (Версия полковника Зорина) è un film del 1978 diretto da Andrej Ivanovič Ladynin.

## Trama
Poco dopo un'audace rapina a una gioielleria, in città avvengono due omicidi. Un investigatore esperto sospetta che ci sia un collegamento tra questi crimini. Ma non ci sono prove.